# A Shot At Glory (álbum)
A Shot at Glory es una banda sonora del músico británico Mark Knopfler, publicado por la compañía discográfica Mercury Records en abril de 2002. Contiene música cinematográfica compuesta para la película A Shot at Glory, dirigida por Michael Corrente. 

## Recepción
En su reseña para Allmusic, William Ruhlmann otorgó al álbum tres de un total de cinco estrellas, señalando que las bandas sonoras de Knopfler están tan estrechamente identificadas con él que «es un dilema dónde guardarlos en la tienda de discos». Ruhlmann continuó diciendo: «La música no será ninguna sorpresa para nadie que haya visto y oído previas bandas sonoras de Knopfler como las de Local Hero y The Princess Bride. Hay algunos temas escoceses de acuerdo con el ajuste de la película... un par de instrumentales lentas en las que Knopfler hace fingerpicking con una guitarra acústica, y tres temas cantados. "He's the Man" suena como si encajara en un álbum de Dire Straits o de Knopfler en solitario, con su melodía roquera; "Say Too Much" es un número jazz con solos de trompeta y de saxofón, con escasa letra; y "All That I Have in the World" es una balada tierna. Apunten otra banda sonora de Knopfler que lo encuentra repitiéndose a sí mismo, aunque gratamente».

## Lista de canciones
Todas las canciones escritas y compuestas por Mark Knopfler excepto donde se anota. 
| N.º | Título                           | Escritor(es)    | Duración |  |
| 1.  | «Sons of Scotland»               |                 | 2:18     |  |
| 2.  | «Hard Cases»                     |                 | 3:27     |  |
| 3.  | «He's the Man»                   |                 | 4:42     |  |
| 4.  | «Training»                       |                 | 3:29     |  |
| 5.  | «The New Laird»                  |                 | 2:21     |  |
| 6.  | «Say Too Much»                   |                 | 2:39     |  |
| 7.  | «Four in a Row»                  |                 | 4:42     |  |
| 8.  | «All That I Have in the World»   |                 | 3:22     |  |
| 9.  | «Sons of Scotland – Quiet Theme» |                 | 3:00     |  |
| 10. | «It's Over»                      |                 | 4:10     |  |
| 11. | «Wild Mountain Thyme»            | Francis McPeake | 3:36     |  |

## Personal
Músicos
- Mark Knopfler: guitarra y bajo
- Guy Fletcher: teclados
- Billy Jackson: arpa, bodhran y whistle
- Iain Lothian: acordeón
- Steve Sidwell: fliscorno
- Danny Cummings: percusión
- Iain MacInnes: gaita
- Chris White: saxofón tenor y saxofón soprano
- Catriona MacDonald: violín

Equipo técnico
- Mark Knopfler: productor musical
- Guy Fletcher: productor